# Hedycarya baudouinii
Hedycarya baudouinii är en tvåhjärtbladig växtart som beskrevs av Henri Ernest Baillon. Hedycarya baudouinii ingår i släktet Hedycarya och familjen Monimiaceae. Inga underarter finns listade i Catalogue of Life.